# Интернет-трейдинг
Интернет-трейдинг (англ. internet trading) — способ доступа с использованием Интернета как средства связи к торгам на валютной, фондовой или товарной биржах, а также на внебиржевых рынках. С 2000 года такой способ торговли получил распространение и в России. Это было вызвано тем, что благодаря повсеместному проникновению Интернета, доступ к биржевому трейдингу стал возможен для многих слоёв населения. С развитием мобильной связи появилась возможность торговать не только со стационарных точек, но и с переносных устройств связи: смартфонов, ноутбуков с модемом и т. д.

Термин «интернет-трейдинг» ввёл в обиход российский журналист Сергей Голубицкий, впервые предложив его в журнале «Компьютерра» в 1996 году (статья «Magister Ludi»). В США на тот момент был распространён термин online trading, что не отражало сути данного явления (с середины 1990-х годов доступ к бирже осуществлялся через закрытые брокерские сети, что и называлось «онлайн торговлей»), а в российских реалиях термин ещё не употреблялся. Сейчас наравне с термином «интернет-трейдинг» используются понятия «E-trading» или «I-trading».
В России существуют две разновидности интернет-трейдинга. Первая разновидность подразумевает, что доступ к рынку интернет-торговли ценными бумагами предоставляется брокером, называемым также «онлайн-брокером». Он даёт клиентам онлайн доступ к своим торговым терминалам, подключённым к торговым системам и биржам. Клиент в режиме реального времени отдаёт распоряжения по сделкам. Этот способ является наиболее массовым, благодаря ему брокеры смогли охватить гораздо большую аудиторию, и за счёт этого их комиссия снизилась. Вторая разновидность интернет-трейдинга — это проведение операций с ценными бумагами на бирже в режиме реального времени без посредника, при помощи специального программного обеспечения. Преимуществом этой разновидности является оперативность, а недостатком — высокие риски из-за отсутствия профессионального посредника.

## Возможности
Онлайн-брокеры, оказывающие услуги интернет-трейдинга, предоставляют клиентам следующие возможности:
- Покупка и продажа финансовых активов в режиме реального времени.
- Открытие счетов в нескольких валютах.
- Создание инвестиционного портфеля.
- Использование финансового рычага.
- Хеджирование позиций.
- Информирование клиента о котировках ценных бумаг и курсах валют.

## Основные системы интернет-трейдинга в России
На сегодня все торговые платформы обеспечивают возможность маржинальной торговли, графическое представление истории торгов (графики котировок).

### OnlineBroker
OnlineBroker — первая российская система интернет-трейдинга, разработанная сотрудниками КБ «Гута-Банк». Первоначально называлась Remote Trader, затем название было изменено на GutaBroker. Окончательное название OnlineBroker система получила в 2003 году. Экспорт данных во внешние аналитические системы. Шлюз второго уровня позволяет интегрировать GutaBROKER с учетной системой субброкера, проводить неторговые операции (денежные переводы, вывод средств, депозитарные операции и т. п.), поддержка электронной цифровой подписи «Inter-PRO».
Использование — Московская биржа, Forex.
Информационная поддержка: Интерфакс, Прайм-ТАСС, аналитические обзоры по секторам рынка от ВТБ24.

### QUIK
В настоящее время QUIK является наиболее распространённой системой интернет-трейдинга и используется более чем 270 финансовыми организациями. Есть возможность обслуживания брокером других брокеров и их клиентов (субброкерство). Возможно подключение механических торговых систем и автоматизация торговых операций, встроенные языки программирования: QPILE, QLUA. Поддержка сертифицированных ФАПСИ средств электронной цифровой подписи — Верба-OW, КриптоПро.
Использование — Московская биржа, ФБ «Санкт-Петербург», Санкт-Петербургская Международная Товарно-сырьевая биржа, Московская энергетическая биржа и зарубежные биржи.
Информационная поддержка: Новости ведущих информационных агентств.
28 июня 2019 года ARQA Technologies выпустила новую версию терминала QUIK под номером 8.0. Основное изменение выпущенной версии связано с переводом Рабочего места QUIK на 64-битную архитектуру, что позволит нейтрализовать значительное количество ограничений, проявлявшихся при обработке большого количества данных.

### Альфа-директ
Альфа-директ является разработкой Альфа-банка. Поддержка сертифицированных ФАПСИ средств электронной цифровой подписи — КриптоПро.
Использование — Московская биржа
Информационная поддержка: финансовые новости Интерфакс и Прайм-ТАСС.

### MetaTrader
MetaTrader — система интернет-трейдинга, ориентированная на маржинальную торговлю на рынке Forex. Разработана группой программистов из Казани. В 2010 году появилась техническая возможность подключения к фондовым биржам. Есть возможность автоматической торговли.
Использование — Forex, через дополнительные шлюзы поддерживаются Московская биржа, Украинская биржа, ряд других бирж по всему миру.
Информационная поддержка: в стандартной комплектации есть шлюзы для подключения новостей от многих источников, в том числе Factiva (подразделение Dow Jones & Company).

### Aton-Line
Aton-Line — разработка компании АТОН. Поддержка средств электронной цифровой подписи «Inter-PRO».
Использование — Московская биржа.
Информационная поддержка: Reuters, РБК.

### Сбербанк Инвестор
Сбербанк Инвестор — мобильное приложение для смартфонов позволяющее совершать сделки на Фондовом и Валютном рынках Московской биржи клиентам Сбербанка.